# Nova, Madžarska
Nova je vas na Madžarskem, ki upravno spada pod podregijo Lenti Županije Zala.